# Анастасија Стана Николајевна
Анастасија „Стана“ Николајевна (Цетиње, 4. јануар 1868 — Антиб, 15. новембар 1935) је била кћерка краља Црне Горе Николе I Петровића (1841—1921) и краљице Милене (1847—1923).

## Биографија
Велика кнегиња Анастасија, на руски начин, писана је као Анастасија Николајевна. Дана 12. маја 1907. на Јалти се венчала за Николаја Николајевича Млађег (1856—1929), унука цара Николаја Првог. Анастасији је то био други брак. Николај Николајевич Млађи био је озбиљан претендент на руски престо. Да је којим случајем Николај Николајевич Млађи повратио престо и васпоставио монархију, руска царица би била Анастасија Николајевна.
Но, Николај Николајевич Млађи је умро у избеглиштву 6. јануара 1929. године у Антибу, а Стана, принцеза црногорска, а потом велика руска кнегиња и несуђена царица, надживела га је шест година. Умрла је такође у Антибу 15. новембра 1935. године. Нису имали деце.
Њена рођена сестра Милица Николајевна (1866—1951) је била удата за Николајевог брата Петра Николајевича (1864—1931).
Велика војвоткиња Анастасија и њен супруг умрли су у изгнанству и првобитно сахрањени у цркви Светог Арханђела Михаила у Кану, у Француској, њихови посмртни остаци поново су сахрањени у Москви, на војном гробљу Брацки у Соколи у мају 2015.

## Први брак и деца
Њен први муж био је Георг фон Лојхтенберг (1852—1912), који је био принц Романовски, војвода од Лојхтенберга и кнез од Аихстета (1901—1912). Венчали су се 28. августа 1889. у Петерхофу, а развели 28. новембра 1906. године. У том браку имали су двоје деце:
- Сергеј од Лихтенберга (1890—1974), војвода од Лојхтенберга од 1942, није се женио.
- Елена од Лихтенберга (1892—1971), удата за пољског грофа Стефана Тишкиевича са којим је имала ћерку Наталију (1921).

## Породично стабло
|  |                                 |  |  |  |  |  |  |  |  |  |  |  |  |  |  |  |
|  | 4. Мирко Петровић               |  |  |  |  |  |  |  |  |  |  |  |  |  |  |  |
|  |                                 |  |  |  |  |  |  |  |  |  |  |  |  |  |  |  |
|  |                                 |  |  |  |  |  |  |  |  |  |  |  |  |  |  |  |
|  | 2. Никола I Петровић            |  |  |  |  |  |  |  |  |  |  |  |  |  |  |  |
|  |                                 |  |  |  |  |  |  |  |  |  |  |  |  |  |  |  |
|  |                                 |  |  |  |  |  |  |  |  |  |  |  |  |  |  |  |
|  | 1. Анастасија Стана Николајевна |  |  |  |  |  |  |  |  |  |  |  |  |  |  |  |
|  |                                 |  |  |  |  |  |  |  |  |  |  |  |  |  |  |  |
|  |                                 |  |  |  |  |  |  |  |  |  |  |  |  |  |  |  |
|  | 3. Милена Петровић              |  |  |  |  |  |  |  |  |  |  |  |  |  |  |  |
|  |                                 |  |  |  |  |  |  |  |  |  |  |  |  |  |  |  |
|  |                                 |  |  |  |  |  |  |  |  |  |  |  |  |  |  |  |

## Породица

### Први брак

#### Супружник
| име                   | слика | датум рођења      | датум смрти   |
| --------------------- | ----- | ----------------- | ------------- |
| Георг фон Лојхтенберг |       | 29. фебруар 1852. | 16. мај 1912. |

- брак разведен 1906.

#### Деца
| име                | слика | датум рођења    | датум смрти      | супружник        |
| ------------------ | ----- | --------------- | ---------------- | ---------------- |
| Сергеј Георгијевич |       | 4. јул 1890.    | 7. јануар 1974.  | није се женио    |
| Јелена Георгијевна |       | 3. јануар 1892. | 6. фебруар 1971. | Стефан Тишкиевич |

### Други брак

#### Супружник
| име                             | слика | датум рођења      | датум смрти     |
| ------------------------------- | ----- | ----------------- | --------------- |
| Велики кнез Николај Николајевич |       | 6. новембар 1856. | 5. јануар 1929. |